# Nauczanie indywidualne
Nauczanie indywidualne – system nauczania, w którym uczeń realizuje materiał nauczania w formie indywidualnej w domu lub w szkole. O przyznaniu indywidualnego nauczania decyduje dyrektor szkoły w oparciu o orzeczenie z poradni psychologiczno-pedagogicznej na wniosek rodziców. Nauczanie indywidualne stosuje się z różnych powodów, najczęściej kiedy stan zdrowia uniemożliwia regularne chodzenie do szkoły.

## Krytyka nauczania indywidualnego w szkole
Nauczanie indywidualne w szkole jest krytykowane z powodu braku kontaktu z grupą (często lekarze piszą wniosek do dyrekcji o możliwość wejścia  tylko na niektóre  lekcje).

## Krytyka nauczania indywidualnego w domu
Ten typ nauczania jest stosowany niezwykle rzadko, lekarze decydują się na niego w nagłych wypadkach. Krytykowany jest za brak kontaktu ze szkołą, rówieśnikami i bardzo małą liczbę godzin.